# Huangqi, Guangdong
Huangqi (kinesiska: 黄磜) är en köping i sydöstra Kina. Den ligger i Xinfeng härad i staden Shaoguan i provinsen Guangdong, omkring 150 kilometer nordost om provinshuvudstaden Guangzhou. Antalet invånare är 10 947. Befolkningen består av 5 337 kvinnor och 5 610 män. Barn under 15 år utgör 21,0 %, vuxna 15-64 år 66 %, och äldre över 65 år 11,0 %.